# Беркут (футбольный клуб, Бедевля)
Футбольный клуб «Беркут» — украинский футбольный клуб с села Бедевля Тячевский район Закарпатской области.

## История
С начала своего основания клуб выступал в чемпионатах Закарпатской области.
В сезоне 1996/97 клуб выступал в чемпионате Украины среди любителей.
В 1997 году клуб заявился в чемпионате Украины среди профессионалов. В сезоне 1997/1998 клуб занял 13 место во второй лиге (группа А), однако перед началом следующего сезона отказался от дальнейшего участия в соревновании профессионалов и был лишен статуса профессионального клуба.
В дальнейшем клуб выступал в чемпионатах и кубках Закарпатской области.

## Все сезоны в чемпионатах и Кубках независимой Украины
| Сезон   | Чемпионат       | Чемпионат | Чемпионат | Чемпионат | Чемпионат | Чемпионат | Чемпионат | Чемпионат | Кубок | Кубок | Кубок | Кубок | Кубок | Кубок | Кубок | Примечания                                    |
| Сезон   | Лига            | Место     | И         | В         | Н         | П         | М         | О         | Этап  | И     | В     | Н     | П     | М     | О     | Примечания                                    |
| ------- | --------------- | --------- | --------- | --------- | --------- | --------- | --------- | --------- | ----- | ----- | ----- | ----- | ----- | ----- | ----- | --------------------------------------------- |
| 1997/98 | Вторая Группа А | 13 из 18  | 34        | 12        | 4         | 18        | 26−53     | 40        | —     | —     | —     | —     | —     | —     | —     | После окончания сезона снялась с соревнований |
| Всего   | Вторая          | 1 сезон   | 34        | 12        | 4         | 18        | 26−53     | 40        |       |       |       |       |       |       |       |                                               |